# IEEE 에디슨 메달

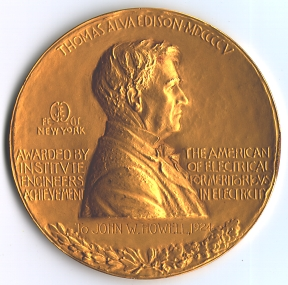

IEEE 에디슨 메달(IEEE Edison Medal)은 전기전자공학자협회(IEEE)에서 "전기 과학, 전기 공학 또는 전기 예술 분야에서 뛰어난 업적을 이룬 경력"에 수여된다. 이 공학 분야에서 가장 오래된 메달이다. 상은 금메달, 동메달, 증서, 사례금으로 구성된다. 메달은 과학 기술 분야의 새로운 도약/획기적 발전에만 수여될 수 있다.